# Kris Moreels
Kris Moreels is een personage uit de Vlaamse soap Thuis. Kris werd gespeeld door Ann Esch van 2008 tot 2010.

## Biografie
Kris maakt haar debuut als loodgieter bij Sanitechniek na het vertrek van Kasper. De mannen hadden een struise kerel verwacht, maar de verbazing is groot wanneer er een vrouw binnenstapt... In het begin twijfelen haar collega's aan haar capaciteiten omdat ze een vrouw is, maar het duurt niet lang eer ze beseffen dat Kris even goed werkt als de rest. 
Kris begint een relatie met haar baas, Mo Fawzi. Net voor het overlijden van haar vader gaan ze uit elkaar. Na het overlijden van haar vader is ze emotioneel heel zwak en daar maakt Waldek gebruik van: ze slapen een nacht samen. Wanneer Mo dit hoort is hij woedend - hoewel Kris en Mo op dat moment reeds uit elkaar waren. De woede van Mo is het begin van de ruzie tussen Waldek en Mo die Waldek zijn job zal kosten (even later kost dit slippertje hem ook zijn huwelijk), Mo is razend op Kris. Maar het komt goed en ze geven hun relatie een nieuwe kans. 
Kris heeft een broer, Bruno. Bruno heeft een Fragiele-X-syndroom en verblijft in Het Berkenhof. Hierdoor moet Kris dikwijls de werf verlaten om haar broer op te halen wanneer hij weer eens iets heeft uitgespookt. Na een tijdje nemen ze Bruno ook me naar de werf om te helpen daar, dit dik tegen de zin van Luc. Hij vindt dit immers onverantwoord en vreest dat er weleens iets ergs gaat gebeuren. Niet veel later gebeurt dit dan ook. Mo gaat samen met Bram en Bruno naar de werf, terwijl Kris en Franky ergens anders gaan werken. Wanneer Mo merkt dat hij een toestel vergeten is, laat hij Bruno en Bram achter op de werf. Bram - een tiener van 17 - had niets beters gevonden dan stiekem bier mee te nemen naar de werf. Bruno ziet dit en drink ook enkel blikjes bier leeg waardoor hij dronken in een liftkoker valt en sterft. Bram voelt zich ontzetten schuldig en Kris kan haar verdriet niet verwerken. Zij beschuldigt Mo van het ongeluk. Na enige tijd praten de twee het dan toch uit. Maar Kris kan het verdriet nog steeds niet verwerken, hierdoor geraakt ze verslaafd aan slaappillen. Zo overwint dit probleem, maar de relatie tussen haar en Mo is stuk. Ze neemt ontslag bij Sanitechniek en gaat weg bij Mo om dan enkel dagen later terug te keren nadat Mo beslist om uit het bedrijf weg te gaan en zijn aandelen te verkopen aan Franky.
In oktober 2010 krijgt Kris te kans om een garage over te kopen van een vriend van haar vader. Kris, die hier altijd van gedroomd heeft, grijpt deze kans en verlaat Sanitechniek in november 2010 definitief. Ze verkoopt haar aandelen aan Franky.
Kris was voor haar intrede in Thuis getrouwd met een zekere Marc, maar die heeft zich opgehangen de dag van Kris' verjaardag. Daarom was Kris niet echt gelukkig wanneer Mo een groot feest voor haar had georganiseerd op haar verjaardag.